# تري بورن
تري بورن (بالإنجليزية: Tri Bourne)‏ (20 يونيو 1989 في الولايات المتحدة - ) هو لاعب كرة طائرة الولايات المتحدة.

## وصلات خارجية
- تري بورن على موقع الاتحاد الدولي beach volleyball database (الإنجليزية)
- تري بورن على موقع قاعدة بيانات الكرة الطائرة الشاطئية (الإنجليزية)
- تري بورن على موقع عالم الكرة الطائرة (الإنجليزية)
- تري بورن على موقع اللجنة الأولمبية الدولية (الإنجليزية)
- تري بورن على موقع أوليمبيديا (الإنجليزية)
- تري بورن على موقع اللجنة الأولمبية والبارالمبية الأمريكية (الإنجليزية)